# Tenrikyō

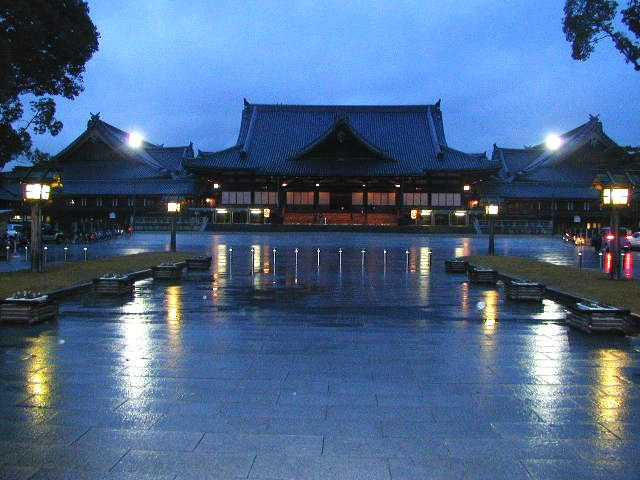
Tenrikyo-Haupttempel in Tenri. Die Stadt Tenri war vor dem Tenrikyo noch ein Dorf mit dem Namen Shoyashiki.

Tenrikyō (japanisch 天理教 – wörtliche Übersetzung: die Lehre des himmlischen Prinzips) ist eine monotheistische neureligiöse Bewegung, die aus dem japanischen Shintōismus hervorgegangen ist. Miki Nakayama, die Mitte des 19. Jahrhunderts eine Erleuchtung erlebt haben soll, ist die Stifterin des Glaubens. Der „Elterliche Gott“ (親神, oyagami) wird auch Tenri-ō-no-mikoto (天理王命, „Herr der göttlichen Weisheit“) genannt. Tenrikyō hat inzwischen über 4 Millionen Anhänger weltweit; davon 1,5 Mio. im Ursprungsland Japan.

## Geschichte
Miki Nakayama wurde 1797 als Tochter wohlhabender Landbesitzer im Dorf Sanmaiden (heute Tenri, Präfektur Nara) geboren. Sie besuchte eine Tempelschule des Amitabha-Buddhismus (Reines-Land-Buddhismus). Mit 13 Jahren planten ihre Eltern, sie mit ihrem Vetter Zenbei Nakayama zu verheiraten, der Sohn und Erbe eines wohlhabenden Landbesitzers war. Sie protestierte dagegen, weil sie den Wunsch hegte, eine buddhistische Nonne zu werden. Schließlich willigte sie in die Heirat ein, nachdem man ihr zugestand, sich nach erledigter Hausarbeit täglich ihren religiösen Bestrebungen zu widmen. Sie bewährte sich als Ehefrau und Mutter zahlreicher eigener Kinder und auch als Säugamme für benachbarte Familien. Bei einer Gelegenheit, als ein ihr anvertrautes Baby bedrohlich erkrankte, bot sie im Gebet ein eigenes Kind als Opfer für die Heilung des erkrankten Kindes an. Das Kind wurde geheilt und der spätere Tod zweier eigener Töchter wurde von ihr als Bezahlung für diese Heilung angesehen.
Am 23. Oktober 1838 erfuhr die damals 40-jährige Miki eine Offenbarung im Rahmen eines Heilungsrituals. Dieses aufwändige Ritual war über den Zeitraum eines Jahres mehrfach in ihrer Familie vollzogen worden, um die Heilung ihres Sohnes Shūji von einem schweren Beinleiden zu bewirken. Die Frau, die zuvor bei diesem Ritual als Medium gedient hatte, war nicht verfügbar und Miki übernahm ihre Aufgabe. Dabei wurde sie von einem starken Geist besessen, der drei Tage durch sie sprach. Er verließ sie erst, nachdem Miki und ihre Familie dem Verlangen entsprachen, dass Miki künftig Sprachrohr dieses „wahren und ursprünglichen Gottes“ sein würde. Diesen Gott beschrieb Miki später in ihren Dichtungen als „elterlichen Gott“ und Schöpfer der Welt. Nach erfolgter Heilung ihres Sohnes folgte Miki den Anweisungen des Gottes und begann, das Familienvermögen wegzugeben.
Als sie nach dem Tod des Ehemannes mit ihrer Familie in Armut lebte, begann Miki weitere Heilungsfähigkeiten zu zeigen. Insbesondere erfuhren Frauen durch ihre Anleitung eine erleichterte Kindsgeburt, aber sie erwies sich auch talentiert bei der Behandlung von Krankheiten.
Ihre Heilungstalente wurden als übersinnlich betrachtet und ab den frühen 1860er Jahren begannen sich Nachfolger um sie zu sammeln und sie als lebende Gottheit zu verehren. Miki war der festen Überzeugung, dass sie dauerhaft als Sprachrohr und Tempel des „Elterlichen Gottes“ diente. Mit der Zeit entstand ein Kultgebäude und sie entwickelte einen Gottesdienst, der mit Gebärden, Liedern und Tänzen zelebriert wird.
Bei wachsender Anhängerzahl wurde die neue religiöse Bewegung von benachbarten Tempeln als Konkurrenz empfunden. Wiederholt wurde von diesen ein Einschreiten der Regierung gefordert, um dadurch ein weiteres Anwachsen aufzuhalten. In ihren Achtzigern wurde Miki mehrfach inhaftiert. Die Anklagen bezogen sich z. B. auf die „Förderung seltsamer Götter“ und die Manipulation der Wasserversorgung. Aufgrund von Gebeten soll es während einer Dürre Regenfälle ausschließlich in ihrem Dorf gegeben haben.
1875 entdeckte Nakayama den Platz Jiba, nach dem Glauben der Tenrikyō der Mittelpunkt der Welt, wo die Menschen einst von Gott geschaffen wurden und wohin sie in ihr eigentliches Elternhaus zurückkehren werden. Der Jiba ist gekennzeichnet durch den Kanrodai, einen heiligen hölzernen Ständer mit einer Schale für den Himmelstau darauf, dem ewiges Leben verleihenden Nektar, der dann vom Himmel fällt, wenn weltweit das Frohe Leben errichtet ist. Dort entsteht später die Hauptkirche der Tenrikyō.
Am 26. Januar 1887 rief sie ihre Anhänger dazu auf, den Gottesdienst entgegen den Befehlen der Polizei am Jiba zu vollziehen und starb während der Zeremonie. Im Glauben ihrer Anhänger hat sie nur ihren sichtbaren Leib verborgen und lebt auch weiterhin in ihrem Heiligtum, um den Menschen die Gnade Gottes zu vermitteln.
Nach ihrem Tod oblag die geistige Führung der Tenrikyō Nakayamas Vertrautem Izo Iburi, die rechtliche Leitung der Gemeinschaft lag in den Händen des ersten Shimbashira („Hauptstützpfeiler“) Shinjiro Nakayama.
Im Bemühen, dem Vorbild ihrer Gründerin zu folgen, befassten sich Missionare der Tenrikyō zunehmend mit Betroffenen der Hansen-Krankheit. Die missionarische Tätigkeit und die rituelle Heilpraxis (Sazuke) waren einer der Gründe dafür, dass am 6. April 1896 das Innenministerium eine Richtlinie erließ, mittels der die Aktivitäten der Tenrikyō strenger Kontrolle unterworfen wurden. Anklagepunkte waren, dass 1) Männer und Frauen gemeinsame Zusammenkünfte hätten und dies zu Unzüchtigkeiten führen könne, 2) medizinische Behandlungen behindert würden und 3) Mitglieder zu Schenkungen gezwungen würden.
Tenrikyō wurde erstmals 1908 von der Regierung anerkannt und unter den Dachverband des Sekten-Shintō gefasst. Dem war ein Prozess der Anpassung an den staatlich anerkannten Shintoismus vorausgegangen. Begonnen hatte diese Anpassung 1896, als die Bewegung aufgrund ihres rasanten Wachstums einer starken staatlichen Kontrolle ausgesetzt war und ihr sogar die vollständige Auflösung angedroht wurde. Nach dem Zweiten Weltkrieg wurden diese Anpassungen rückgängig gemacht und heute sieht sich die Bewegung weder dem Shintoismus noch dem Buddhismus zugehörig.
Der Heimatort der Nakayama-Familie, das Dorf Shoyashiki, entwickelt sich zu einer Stadt, die nach einer Gemeindefusion 1954 den Namen Tenri erhält.

## Grundlage der Lehre
Grundlage der Lehre der Tenrikyō bildet der Glaube an den „Elterlichen Gott“, Oyagami, auch genannt Tenri-ō-no-mikoto (天理王命 – „Herr des göttlichen Prinzips“), Tsukihi (月日 – „Mond-Sonne“), „Wahrer Gott“ und „Ursprünglicher Gott“. Durch Miki Nakayama offenbarte sich der Elterliche Gott den Menschen als die eigentlichen Eltern, das heißt, ihren eigentlichen Ursprung und ihr eigentliches Ziel, ohne die sie heimatlos umherirren und der Erlösung bedürfen. Der Elterliche Gott schuf die Welt, um sich am harmonischen Leben der Menschen zu erfreuen. Der menschliche Körper ist eine Leihgabe Gottes, der Geist jedoch wird dem Menschen zur freien Verfügung gestellt. Durch selbstsüchtiges Denken und Handeln entfernt sich der Mensch von Gott, und erst durch die Reinigung des Herzens findet er wieder zu ihm. Diese Rückführung zu Gott erfolgt unter anderem durch hinokishin (selbstlose Taten). Der Gewinn ist das yokigurashi, das Frohe Leben, welches der Elterliche Gott für alle Menschen vorgesehen hat.
Ein weiterer Schritt zur Erlösung ist das Vollziehen des kagura zutome, eines Tanzes, in dem von zehn Tänzern der Schöpfungsakt symbolisch dargestellt wird. Dieser wird jedoch nur am Jiba um den Kanrodai herum ausgeführt. Als heilende Kraft des Elterlichen Gottes wird das sazuke („Gabe“) erteilt, ursprünglich durch die Stifterin, heute durch den Shimbashira. Wem es zuteilwird, der wird zum yoboku, zum „Bauholz“ in der Hand Gottes, und gibt als Missionar die Wirkung des sazuke an leidende Menschen weiter.
Zum Glauben der Tenrikyō gehört auch der Gedanke an die ewige Wiedergeburt der Seele gemäß einem innen („Karma“) genannten Prinzip, allerdings hofft man nicht auf ein „Verlöschen“ wie im Buddhismus oder ein himmlisches Paradies wie z. B. im Christentum, sondern strebt ein irdisches Paradies an, in dem alle Menschen das frohe Leben erlangt haben. Die bedeutendsten kanonischen Texte der Tenrikyō sind das Ofudesaki („Die Spitze des Schreibpinsels“), das Mikagurauta („Lieder für den Heiligen Tanz“) und das Osashizu („Göttliche Anweisungen“), die ersten beiden verfasst von Miki Nakayama, der letzte von Izo Iburi und anderen Schülern.
Das Mikagurauta besteht aus Liedern, die ab 1866 von Miki Nakayama verfasst wurden. Zu diesen lehrte sie Melodien, sowie begleitende Hand- und Tanzbewegegungen, die in den Gottesdiensten Kagura (Maskentanz) und Teodori (Tanz mit Handbewegungen) aufgeführt werden.
Das Ofudesaki enthält 17 Kapitel mit 1711 Versen, die von Miki Nakayama zwischen 1869 und 1882 verfasst wurden. Diese Verse sollen geeignet sein, die Absichten des „Elterlichen Gottes“ der menschlichen Vernunft zugänglich zu machen.
Zwischen der Stadt Tenri und Marburg bestehen seit Jahren freundschaftliche Beziehungen, auch gefördert durch eine einmonatige Ausstellung zum Thema Tenrikyō, die 1975 in der Universitätsbibliothek Marburg abgehalten wurde.

## Tenrikyō-Tempel in Tenri
An dem Ort, an dem nach Auffassung der Gläubigen der Elterliche Gott die Menschen schuf, steht die Hauptkirche der Tenrikyō. Ihre vier Gebetshallen sind dem Kanrodai zugewandt. Sie stehen den Gläubigen Tag und Nacht offen, auch werden dort tägliche Gottesdienste abgehalten.
Ebenfalls auf dem Tempelgelände befindet sich das Stifterin-Heiligtum, die Wohnung der ewig lebenden und wirkenden Seele von Miki Nakayama. Dort wird in ihrem Namen den Gläubigen vom Shimbashira das „Sazuke“ erteilt. Im Heiligtum für die Ahnen wird zweimal jährlich, am 27. März und am 27. September, eine Feier zum Gedenken aller verstorbener Tenrikyō-Anhänger abgehalten.

## Gottesdienste
Musik, Gesänge und Tanz zeichnen die Tenrikyō-Gottesdienste aus. Während der tägliche Morgen- und Abendgottesdienst von jeweils vier Musikinstrumenten begleitet wird, gehören zum kagura zutome und zum teodori neun Instrumente (neben dem Gong verschiedene Streich- und Zupfinstrumente, Trommeln, Schlaghölzer, Zimbeln und eine Flöte). Diese beiden besonderen Gottesdienste sind dem 26. jeden Monats sowie den drei Hochfesten der Tenrikyō (das Herbstfest am 26. Okt. zum Gedenken an die Offenbarung durch den Elterlichen Gott, das Frühlingsfest am 26. Jan. zum Andenken an das Dahinscheiden der Stifterin sowie das Geburtsfest der Stifterin am 18. Apr.) vorbehalten. Der kagura zutome wird von zehn Personen, fünf Männern und fünf Frauen, nur am Jiba um den kanrodai herum vollzogen und stellt die schöpferische Tätigkeit Gottes bei der Erschaffung des Menschen dar, während in allen anderen Sakralgebäuden der teodori durch je vier Männer und Frauen das Frohe Leben symbolisiert.

## Die heutige Gemeinschaft
In Tenri, am Ort ihrer Entstehung hat die Gemeinschaft der Tenrikyō heute ihren Verwaltungssitz. Dieser dient als Anlaufstelle für Pilgerreisen. Tenri City hat den Ruf einer Stadt des Glaubens. Das Stadtbild ist geprägt durch eine große Anzahl von Heiligtümern und Einrichtungen, die Tenrikyō zugehörig sind. Millionen von Besuchern und Pilgern aus aller Welt finden sich alljährlich ein.
Die Gemeinschaft der Tenrikyō betreibt mittlerweile verschiedene soziale und kulturelle Einrichtungen, zu denen ein Verlag, eine Bibliothek, ein Museum, eine Universität, ein Krankenhaus sowie ein Waisenhaus gehören. Die Anhänger sind inzwischen auch außerhalb Japans missionarisch aktiv; Missionen bestehen u. a. in den USA, Südamerika, Taiwan, Korea, China und Europa. Es gibt heute keine zuverlässigen Angaben über die Anzahl der Anhänger.

### Pflegekinder
Seit sich der mediale Diskurs und daraufhin die Politik gegenüber „Kindesmißbrauch“ in Japan seit 1999 stark gewandelt hat, werden sehr viel mehr Kinder in staatliche Obhut genommen, was den Kommunen untersteht. Der Beitrag der Tenrikyō ist dabei ziemlich bedeutsam. So waren im Jahre 2013 513 Kinder in die Pflege von Tenrikyō-Familien gegeben (von landesweit etwa 4000 Betroffenen). Ihre Lebensanschauung lässt sie für diese Aufgabe in einer Hinsicht besonders geeignet erscheinen: Während Pflegeeltern allgemein die Neigung haben, Kontakt mit den Geburtseltern zu meiden und das Pflegeverhältnis sogar zu verbergen, sind Tenrikyō-Familien in der Regel bereit, den Geburtseltern eine Kommunikation mit ihren leiblichen Kindern zu ermöglichen. Sie nutzen auch entgegen verbreiteter Praxis meist den Geburtsnamen der Kinder.

### Bekannte Anhänger
- Avram Davidson – amerikanischer Science-Fiction-Autor. Er studierte den Tenrikyō und konvertierte in den 1950'ern zum Tenrikyō.
- Masako Konishi – Japanischer Opernsänger
- Shōzen Nakayama – Gründer der Tenri-Universität
- Hirano Nazaro – Ehemaliger Gangster, gründete den Koriyami der Daikyokai.